# Vassmolösa
Vassmolösa is een plaats in de gemeente Kalmar in het landschap Småland en de provincie Kalmar län in Zweden. De plaats heeft 554 inwoners (2005) en een oppervlakte van 136 hectare.